# Ibaraki Robots
Los Ibaraki Robots (en japonés 茨城ロボッツ) es un equipo de baloncesto japonés con sede en la ciudad de Mito, en la prefectura de Ibaraki, que compite en la B.League, la máxima competición de su país. Disputa sus partidos en el Adastria Mito Arena, con capacidad para 5.000 espectadores.

## Historia
Antes de la fundación de los Robots, había otro equipo con sede en la ciudad de Tsukuba llamado Deitrick Tsukuba, que compitió en la JBL2 hasta la temporada 2012-13. El equipo tenía previsto unirse a la nueva liga NBL, que debía comenzar en septiembre de 2013, pero canceló su participación unos meses antes. En respuesta, se estableció Ibaraki Sports Academy Co., Ltd. como una nueva empresa de gestión de equipos para unirse a la NBL. El 22 de julio se anunció el nombre del equipo "Tsukuba Robots", así como el logotipo y los colores del equipo.

## Nombre y logotipo
El nombre del equipo, "Robots", proviene del hecho de que Tsukuba es conocida como la " Ciudad de los Robots". Los colores del equipo son “azul Ibaraki”, el color simbólico de la prefectura de Ibaraki, y “naranja Tsukuba”, un nombre derivado de la mandarina “Fukure mikan”, una especialidad de la ciudad de Tsukuba.
El logotipo del equipo tiene una imagen futurista de robots, con un fuerte sentido de velocidad como núcleo. El equipo también se centró en crear un diseño simple que identificara al equipo como un equipo de baloncesto y que pudiera usarse fácilmente como mercancía . El logotipo actual se utiliza desde el 1 de julio de 2016, cuando el club cambió su nombre.

## Trayectoria
| Temporada | Liga | PJ | G  | P  | %      | Pos. final |
| --------- | ---- | -- | -- | -- | ------ | ---------- |
| 2016–17   | B2   | 60 | 32 | 28 | (.533) | 2          |
| 2017–18   | B2   | 60 | 38 | 22 | (.633) | 2          |
| 2018–19   | B2   | 60 | 35 | 25 | (.583) | 3          |
| 2019–20   | B2   | 49 | 26 | 21 | (.553) | 3          |
| 2020–21   | B2   | 57 | 41 | 16 | (.719) | 2          |
| 2021–22   | B1   | 54 | 16 | 38 | (.296) | 10         |
| 2022–23   | B1   | 60 | 23 | 37 | (.383) | 6          |
| 2023–24   | B1   | 60 | 12 | 48 | (.200) | 8          |
| 2024–25   | B1   | 56 | 13 | 43 | (.232) | 7          |